# Anse-la-Raye
Anse-la-Raye è una città di Saint Lucia, situata nel quartiere omonimo.